# Konstantin Michailowitsch Simonow

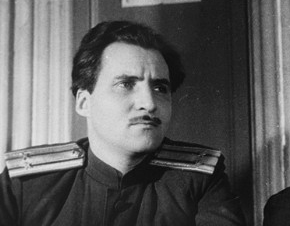
Simonow (1943)

Konstantin (Kirill) Michailowitsch Simonow (russisch Константин (Кирилл) Михайлович Симонов, wiss. Transliteration Konstantin Michajlovič Simonov; * 15. Novemberjul. / 28. November 1915greg. in Petrograd; † 28. August 1979 in Moskau) war ein sowjetischer Schriftsteller, Lyriker und Kriegsberichterstatter.

## Leben

### Zwischenkriegszeit
Kirill Simonow war Sohn des Generalmajors der russisch-kaiserlichen Armee Michail Simonow und seiner Frau Alexandra, die aus dem Fürstenhaus Obolenski stammte und Smolny-Absolventin war. Nachdem der Vater im Russischen Bürgerkrieg verschollen war, wuchs Simonow bei seiner Mutter und seinem Stiefvater auf, einem Dozenten für Kriegsführung der Roten Armee, der Oberst der Zarenarmee gewesen war. Dieser verschwieg die adlige Herkunft des Stiefsohns und gab an, er sei proletarischer Herkunft. Seine Kinder- und Jugendzeit verbrachte Simonow in Kasernen an wechselnden Standorten, an denen sein Stiefvater eingesetzt wurde. In Saratow besuchte er als Komsomolze die Betriebsschule und absolvierte eine Dreherlehre. 1931 zog die Familie nach Moskau um.
Von 1934 an besuchte Simonow das Moskauer Literaturinstitut. In den Zeitschriften „Molodaja Gwardija“ (Junge Garde) und „Oktjabr“ (Oktober) erschienen erste Gedichte. 1939 wurde er nach Ausbruch des Grenzkonflikts mit Japan als Kriegsberichterstatter in den Fernen Osten geschickt. Zu diesem Zeitpunkt nannte er sich Konstantin, angeblich weil er aufgrund eines Sprachfehlers Schwierigkeiten mit den Lauten „r“ und „l“ hin seinem Taufnamen Kirill hatte.
Im Januar 1939 heiratete Simonow Schenja Laskina, die seit 1936 seine Kommilitonin am Literaturinstitut gewesen war. Im August 1939 kam ihr Sohn Alexei zur Welt, der später als Autor, Regisseur und Aktivist bekannt wurde.

### Zweiter Weltkrieg
1940 und 1941 entstanden die ersten Theaterstücke. Simonow wurde zu einem Kurs als Kriegsberichterstatter an der Lenin-Akademie abgeordnet. Im Verlauf des Krieges stieg Simonow als Offizier der Propagandaeinheiten der Roten Armee bis zum Rang eines Obersten auf. Er war einer der bekanntesten und meistgelesenen Kriegsberichterstatter, er bereiste alle Fronten Osteuropas bis zur Schlacht um Berlin. Seine Berichte erschienen meist in den Zeitungen „Roter Stern“ und „Prawda“. 1943 heiratete er die populäre Schauspielerin Walentina Serowa. Die Ehe scheiterte aber, Serowa ging ein Verhältnis mit dem Sowjetmarschall Konstantin Rokossowski ein und zeigte sich auch mit ihm öffentlich, was damals in der sowjetischen Gesellschaft als Skandal galt.

### Nachkriegszeit

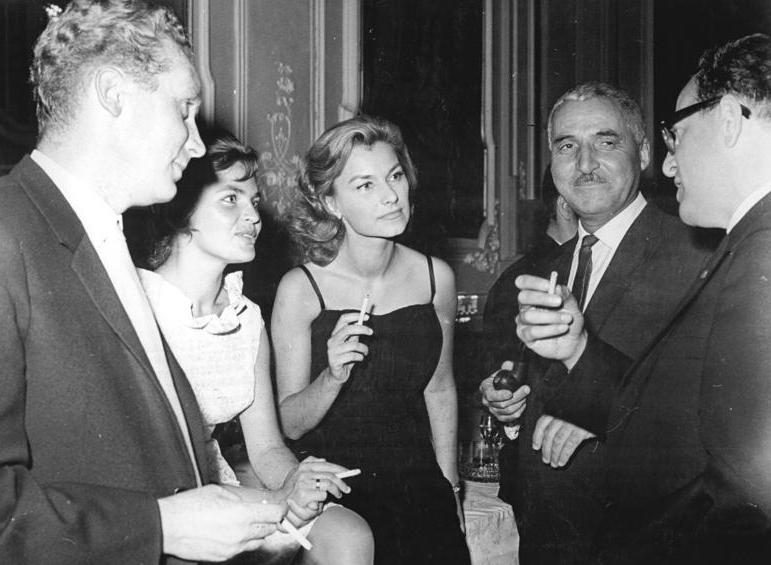
Von links nach rechts: Frank Beyer, Christel Bodenstein, Christine Laszar, Konstantin Simonow und Günter Witt auf dem 14. Internationalen Filmfestival Karlovy Vary im Jahr 1964

Nach dem Krieg unternahm Simonow zahlreiche Reisen. So reiste er im Sommer 1945 nach Paris. Er war beauftragt, den Nobelpreisträger Iwan Bunin, der nach dem Bürgerkrieg aus Russland emigriert war, zur Rückkehr in die Heimat zu überreden, scheiterte aber damit. 1946 bereiste er zusammen mit Ilja Ehrenburg die USA. Er schrieb Reportagen aus New York, Detroit und Hollywood. Zum Abschluss der Reise kaufte er einen neuen Cadillac und bekam von den sowjetischen Behörden die Einfuhrgenehmigung.
Von 1946 bis 1954 war er Abgeordneter des Obersten Sowjets der UdSSR und gehörte als Kandidat des Zentralkomitees der erweiterten Führung der KPdSU an. Als linientreuer und populärer Schriftsteller übernahm er in der späten Stalinzeit die Chefredaktion der Zeitschrift „Nowy Mir“ (1946–1950) sowie der „Literaturnaja gaseta“ (1950–1953). Von 1946 bis 1954 war er Stellvertreter von Alexander Fadejew an der Spitze des Schriftstellerverbandes der UdSSR.
Auf dem 2. Kongress des Schriftstellerverbandes, der 1954, ein Jahr nach dem Tod Stalins, der Auftakt zu dem politischen Tauwetter war, wurde Simonow wegen seiner unnachgiebigen Haltung bei der Durchsetzung der Parteilinie scharf angegriffen. Zu seinen Kritikern gehörten bekannte Autoren wie Margarita Aliger, Olga Bergholz, Ilja Ehrenburg, Wenjamin Kawerin, Marietta Schaginjan und Michail Scholochow. Simonow wurde aus der Führung des Schriftstellerverbands abgewählt, doch stellte ihn die Parteiführung dem Chefredakteur von „Nowy Mir“  Alexander Twardowski zur Seite, nachdem dieser sich ebenfalls für Reformen ausgesprochen hatte.
1958 gehörte Simonow zu den Gründern des Russischen Schriftstellerverbandes, der sich auf die RSFSR beschränkte und sich als Gegengewicht zu dem seinerzeit reformorientierten Sowjetischen Schriftstellerverband verstand. Er musste daraufhin aus der Leitung von „Nowy Mir“ ausscheiden. Für zwei Jahre wurde er als Korrespondent des Parteiorgans Prawda nach Taschkent entsandt.
Im Zuge der Ablösung von reformorientierten Kulturfunktionären unter Leonid Breschnew kehrte Simonow 1967 in die Führung des Schriftstellerverbands der UdSSR zurück. 1973 unterschrieb er einen von der Partei initiierten Schmähbrief gegen Alexander Solschenizyn, wiederholt kritisierte er auch andere Dissidenten.

## Werk
Der Hauptteil von Simonows Werk handelt vom Krieg. Neben seinen Frontberichten entstanden Romane und insgesamt zehn Theaterstücke. Mehrere seiner Werke wurden verfilmt. Während des Zweiten Weltkriegs bekam er drei Mal den Stalinpreis. Während der Stalinzeit verfasste Simonow mehrere Lobpreisungen Stalins. Als sein Hauptwerk gilt die Romantrilogie Die Lebenden und die Toten (Schiwyje i mjortwyje, 1960), deren Protagonisten Offiziere und Soldaten der Roten Armee im Krieg gegen die Wehrmacht sind. Darin beschrieb er schonungslos auch erstmals die Fehler der sowjetischen Führung um Stalin 1941, die zu einer Serie von verheerenden Niederlagen gegen die vorrückenden Deutschen führten. Der Titel seines 1942 erschienenen Gedichtes „Töte ihn!“, das zum Töten von Deutschen (Wehrmachtssoldaten) aufruft, wurde in der Folge zu einer der bekanntesten sowjetischen Militärparolen.
Seine emotionalen Gedichte über Liebe, Freundschaft und Heimat machten ihn überaus populär. Das Gedicht „Warte auf mich“ (Жди меня, Schdi menja) über die Sehnsucht eines Frontsoldaten nach seiner Gefährtin, das Walentina Serowa gewidmet war, wurde zum auch oft vertonten Klassiker. Nach Auffassung von Literaturkritikern zielten seine Werke auf den breiten Massengeschmack ab.

## Sonstiges
Nach dem Schriftsteller sind unter anderem das Flusskreuzfahrtschiff Konstantin Simonov und der Asteroid (2426) Simonov benannt. Ferner ist er Namensgeber für die Konstantin-Simonow-Nunatakker in der Antarktis.

## Schriften
Bücher
- Kriegstagebuch (auch Kriegstagebücher)
- Heimatlicher Rauch: Erzählung (1957)
- Die Lebenden und die Toten (1959)
- Man wird nicht als Soldat geboren (1964)
- Waffengefährten (Товарищи по оружию, Kultur und Fortschritt, Berlin 1967; deutsche Übersetzung von Otto Braun)
- Der letzte Sommer (1972)
- 20 Tage ohne Krieg (1973)
- Das sogenannte Privatleben (1978)
- Aus der Sicht meiner Generation – Gedanken über Stalin, 1. Auflage, Verlag Volk und Welt, Berlin 1990, ISBN 3-353-00623-0
- Ich sah das Vernichtungslager, Verlag der sowjetischen Militärverwaltung, Berlin, dt. Ausgaben 1945, 1946, 1947 (Die Todesfabrik Majdanek, russ. Orig., Moskau 1944)
- Tage und Nächte, Verlag der sowjetischen Militärverwaltung, Berlin, dt. Ausgaben 1947, russ. Original 1946.

Hörspiele
- Geheimnisse um P-E-3. Regie: Carl Nagel. Prod.: Rundfunk der DDR, 1950.
- Aus den Notizen Lopatins. Regie: Helmut Hellstorff. Prod.: Rundfunk der DDR, 1987.

Gedicht
- Töte ihn! (1942)

## Verfilmungen
Literarische Vorlage
- 1948: Die russische Frage (Russkij wopros)
- 1964: Die Lebenden und die Toten
- 1967: Man wird nicht als Soldat geboren

Drehbuch
- 1943: Warte auf mich (Shdi menja)
- 1944: Tage und Nächte (Dni i noči)
- 1956: Die unsterbliche Garnison (Bessmertnyj garnizon)
- 1959: Normandie – Njemen (Normadija – Njemen)
- 1966: Wenn dir dein Haus lieb ist (Jesli dorog tebje twoj dom)
- 1971: Das Ereignis mit Polynin (Slutschaj s Poliniym) – nach seinem Roman „Die Trennung“
- 1976: 20 Tage ohne Krieg (Dwazat dnje bes woinu)